# اریک وارن سینگر
اریک وارن سینگر (به انگلیسی: Eric Warren Singer) یک فیلمنامه‌نویس آمریکایی است.

## فیلم‌شناسی
- بین‌المللی (۲۰۰۹)
- حقه‌بازی آمریکایی (۲۰۱۳)[۲]
- تنها شجاعان (۲۰۱۷)
- تاپ گان ۲ (۲۰۲۲)
- اکنون مرا می‌بینی ۳ (آینده)[۳]